# 2558 Вів
2558 Вів (2558 Viv) — астероїд головного поясу, відкритий 26 вересня 1981 року.
Тіссеранів параметр щодо Юпітера — 3,632.